# ソング頼太
ソング頼太（ソングらいた）は有限会社ダイナシステムが開発した総合作曲ソフト。オンラインソフトウェアとしてウェブ上で配信されている。

## 概要
音楽に関する知識が無くてもDTMが気軽に行える。
いちばんの特徴は「鼻歌の鉄人」という、鼻歌などの音声認識によって採譜・MIDI変換を自動で行う機能が搭載されていることである。音階がずれてしまった場合でも手動で補正が行える。

## 歴史
- 1995年 - 第4回フリーソフトウェア大賞「エンタテイメント部門賞」を受賞[2]。
- 2006年4月 - Ver6.00。フリーウェアになる。

## 機能
- カラオケの鉄人

演奏に合わせて発声練習が行える機能。
- 鼻歌の鉄人

マイク入力により、鼻歌による音声認識で作曲できる機能。
- ファイルは独自形式のSRTファイル。